# Węgorzewo
Węgorzewo (Angerburg fino al 1945 - Węgobork dal 1945 al 1946) è un comune urbano-rurale polacco del distretto di Węgorzewo, nel voivodato della Varmia-Masuria.
Ricopre una superficie di 341,11 km² e nel 2004 contava 17 116 abitanti.
Il comune è al confine con la Russia (Oblast' di Kaliningrad).
Qua nacque il matematico Siegfried Heinrich Aronhold.